# هيلتون كونسيساو دي سوزا
هيلتون كونسيساو دي سوزا هو لاعب كرة قدم برازيلي في مركز الوسط، ولد في 8 ديسمبر 1985 في كانتانهيد في البرازيل. لعب مع نادي بايساندو ‏.

## وصلات خارجية
- هيلتون كونسيساو دي سوزا على موقع قاعدة بيانات كرة القدم.إي يو (الإنجليزية)
- هيلتون كونسيساو دي سوزا على موقع Soccerway.com (الإنجليزية)